# Mel Brooks
Mel Brooks, nome artístico de Melvin James Kaminsky (Nova Iorque, 28 de junho de 1926), é um ator e cineasta norte-americano de origem judaica.   É uma das poucas pessoas a receberem os maiores prêmios do entretenimento, Óscar (prêmio de cinema), Grammy (prêmio de música), Emmy (prêmio de TV) e Tony (prêmio de teatro).
Em 2023, ele recebeu o Oscar Honorário por "iluminar nossos corações com seu humor, e seu legado teve um impacto duradouro em todas as facetas do entretenimento".

## Biografia
Depois de servir na Segunda Guerra Mundial em um esquadrão anti-minas, Mel Kaminsky entrou para a vida artística, se renomeando Mel Brooks para evitar ser confundido com o saxofonista Max Kaminsky. Inicialmente um músico, entrou para a Comédia stand-up ao substituir um comediante que ficara doente. Brooks tornou roteirista de televisão, e tornou-se conhecido por criar junto de Buck Henry a série Get Smart, exibida no período de 1965-1970. Antes, escreveu a peça All-American em 1962 e foi narrador e roteirista de The Critic, um curta-metragem animado dirigido por Ernest Pintoff em 1963, que acabou vencendo o Óscar.
Sua estreia no cinema foi The Producers, uma comédia de 1968 que escreveu e dirigiu. Apesar de críticas divisivas e baixo faturamento, Brooks acabou vencendo o Oscar de Roteiro Original, e anos depois criaria uma versão musical do filme para a Broadway, vencedora de 12 prêmios Tony (gerando uma refilmagem em 2005). A partir daí se tornou especializado em paródias, seguindo o caminho aberto ao parodiar o Filme de espionagem com Agente 86: a partir da década de 70 Brooks faria o mesmo com os gêneros western (Banzé no Oeste), terror (Young Frankenstein e Dracula: Dead and Loving It), aventura (A Louca Louca História de Robin Hood), Suspense (Alta Ansiedade), épico-histórico (History of the World: Part 1), ficção científica (S.O.S. - Tem um Louco Solto no Espaço) e cinema mudo (A Última Loucura de Mel Brooks).
Sua produtora Brooksfilms também foi responsável por aclamadas produções não-cômicas, como os dramas biográficos O Homem Elefante (estreia americana do realizador britânico David Lynch) e Frances, e o remake de ficção científica A Mosca.
Gosta de dirigir um grupo seleto de comediantes, que se repetem em seus filmes, sejam como protagonistas, sejam em participações especiais: (Gene Wilder, Dom DeLuise — que apareceu em 12 filmes de Brooks — Madeline Kahn), além de sua esposa Anne Bancroft que trabalhou com ele em Sou ou Não Sou e A Última Loucura de Mel Brooks.

## Filmografia
| Ano  | Tiítulo                          | Direção | Produção | Roteiro | Papel                                           |
| ---- | -------------------------------- | ------- | -------- | ------- | ----------------------------------------------- |
| 1954 | New Faces                        | Não     | Não      | Sim     | —                                               |
| 1968 | The Producers                    | Sim     | Não      | Sim     | Cantor (voz, não creditado)                     |
| 1970 | The Twelve Chairs                | Sim     | Não      | Sim     | Tikon                                           |
| 1974 | Blazing Saddles                  | Sim     | Não      | Sim     | Governador Lepetomane / Chefe Indígena          |
| 1974 | Young Frankenstein               | Sim     | Não      | Sim     | —                                               |
| 1976 | Silent Movie                     | Sim     | Não      | Sim     | Mel Funn                                        |
| 1977 | High Anxiety                     | Sim     | Sim      | Sim     | Richard H. Thorndyke                            |
| 1979 | The Muppet Movie                 | Não     | Não      | Não     | Professor Max Krassman                          |
| 1981 | History of the World, Part I     | Sim     | Sim      | Sim     | Moisés / Comicus / Torquemada / Luís XVI        |
| 1983 | To Be or Not to Be               | Não     | Sim      | Não     | Dr. Frederick Bronski                           |
| 1987 | Spaceballs                       | Sim     | Sim      | Sim     | Presidente Skroob / Yogurt                      |
| 1990 | Look Who's Talking Too           | Não     | Não      | Não     | Mr. Toilet Man (voz)                            |
| 1991 | Life Stinks                      | Sim     | Sim      | Sim     | Goddard Bolt                                    |
| 1992 | Mickey's Audition                | Não     | Não      | Não     | Movie Director                                  |
| 1993 | Robin Hood: Men in Tights        | Sim     | Sim      | Sim     | Rabino Tuckman                                  |
| 1994 | The Little Rascals               | Não     | Não      | Não     | Mr. Welling                                     |
| 1995 | Dracula: Dead and Loving It      | Sim     | Sim      | Sim     | Dr. Abraham Van Helsing                         |
| 1999 | Screw Loose                      | Não     | Não      | Não     | Jake Gordon                                     |
| 2000 | Sex, Lies and Video Violence     | Não     | Não      | Não     | Stressed old man                                |
| 2005 | Robots                           | Não     | Não      | Não     | Bigweld (voice)                                 |
| 2005 | The Producers                    | Não     | Sim      | Sim     | Hilda the Pigeon, Tom the Cat (voz) / Ele mesmo |
| 2010 | Ruby's Studio: The Feelings Show | Não     | Não      | Não     | Sally Simon Simmons Narrator (voz)              |
| 2014 | Mr. Peabody & Sherman            | Não     | Não      | Não     | Albert Einstein (voz)                           |
| 2015 | Underdogs                        | Não     | Não      | Não     | The Preacher (voz)                              |
| 2015 | Hotel Transylvania 2             | Não     | Não      | Não     | Vlad (voz)                                      |
| 2022 | Blazing Samurai                  | Não     | Não      | Não     | Shogun                                          |

## Prêmios
- Ganhou o Óscar de Melhor Argumento Original, por seu trabalho em The Producers (1968).
- Ganhou o Emmy de Melhor Ator Convidado três vezes por seu trabalho em Mad About You.
- Ganhou o Grammy de Melhor Álbum de Teatro Musical, por seu trabalho em The Producers.
- Ganhou três Tonys por seu trabalho em The Producers.
- Recebeu uma nomeação ao Óscar, na categoria de Melhor Argumento Adaptado, por seu trabalho em "Young Frankenstein" (1974).
- Recebeu uma nomeação ao Óscar, na categoria de Melhor Canção Original, pela canção "Blazing Saddles", de "Blazing saddles" (1974).
- Recebeu duas nomeações ao Globo de Ouro, na categoria de Melhor Actor - Comédia/Musical, pelo desempenho em "Silent movie" (1976) e "High anxiety" (1977).
- Recebeu uma nomeação ao Globo de Ouro, na categoria de Melhor Argumento, por "The Producers" (1968).
- Recebeu uma nomeação ao BAFTA, na categoria de Melhor Argumento, por "Blazing saddles" (1974).